# Mount Giles
Mount Giles ist ein 820 m hoher und größtenteils verschneiter Berg an der Ruppert-Küste des westantarktischen Marie-Byrd-Lands. Er ist die höchste Erhebung an der Wasserscheide zwischen den unteren Ausläufern des Frostman- und des Hull-Gletschers.
Wissenschaftler der United States Antarctic Service Expedition (1939–1941) entdeckten ihn bei einem Überflug im Dezember 1940 und benannten ihn nach Walter Robert Giles (1912–1996), technischer Offizier des United States Marine Corps sowie Copilot und Funker auf einigen Flügen der Forschungsreise.